# Cossypha caffra
La cosifa cafre (Cossypha caffra) es una especie de ave paseriforme de la familia Muscicapidae propia del sur y este de África.

## Distribución geográfica y hábitat
Se encuentra desde Sudán del Sur hasta Sudáfrica. Sus hábitats naturales son los bosques húmedos subtropicales o tropicales; admite zonas alteradas por el hombre. Muy amplio área de distribución altitudinal, con migraciones estacionales.

## Subespecies
Se reconocen las siguientes subespecies:
- C. c. iolaema Reichenow, 1900 - Sudán del Sur hasta Malaui y norte de Mozambique.
- C. c. kivuensis Schouteden, 1937 - Uganda hasta República Democrática del Congo.
- C. c. namaquensis W.L.Sclater, 1911 - Provincia Septentrional del Cabo y sur de Namibia.
- C. c. caffra (Linnaeus, 1771) - este de Zimbabue, Sudáfrica, Suazilandia y Lesoto.